# Turinge och Vidbynäs
Turinge och Vidbynäs – miejscowość (tätort) w Szwecji, w regionie administracyjnym (län) Sztokholm, w gminie Nykvarn.
Według danych Szwedzkiego Urzędu Statystycznego liczba ludności wyniosła: 238 (31 grudnia 2018) i 253 (31 grudnia 2019).